# Права ЛГБТ в Китае
Лесбиянки, геи, бисексуалы и трансгендеры (ЛГБТ) в Китае сталкиваются с правовыми и социальными проблемами, с которыми не сталкиваются жители страны, не принадлежащие к ЛГБТ. Однополые пары не могут вступать в брак или усыновлять детей, а семьи, возглавляемые такими парами, не имеют права на ту же правовую защиту, которая доступна гетеросексуальным парам. Для ЛГБТ не существует антидискриминационной защиты.
Однополые сексуальные отношения легальны на территории Китая. Ситуация немного различается в материковой части, и экономических зонах Гонконг, Макао, а также значительно отличается на Тайване, где однополые браки были легализованы в 2019 году (впервые в Азии). Статья посвящена правам ЛГБТ в материковой части Китая.
Возраст сексуального согласия составляет 14 лет, независимо от пола и сексуальной ориентации.
Гомосексуальность и гомоэротизм в Китае были зафиксированы с древних времен. Согласно некоторым исследованиям Лондонского университета, гомосексуальность считалась нормальной стороной жизни в Китае до усиления влияния Запада с 1840 года. Предполагается, что несколько ранних китайских императоров были бисексуалами. Согласно этим же исследованиям, противостояние гомосексуальности не утверждалось в Китае до XIX и XX веков, благодаря усилиям по вестернизации поздней династии Цин и ранней Китайской республики.
В эпоху Мао гомосексуальность была практически незаметна. В 1980-х годах тема гомосексуальности вновь стала достоянием общественности, и с тех пор гей-сообщества и гомосексуальные отношения стали более заметными. Однако в исследованиях отмечается, что общественное мнение в Китае не проявляет интереса к гомосексуальности и, в лучшем случае, относится к ней неоднозначно, а традиционные взгляды на семейные обязательства и дискриминацию остаются существенным фактором, удерживающим ЛГБТ от каминг-аута.
Однополые отношения считались преступлением до декриминализации в 1997 году. В 2001 году гомосексуальность перестала считаться психическим отклонением.
Подход правительства к правам ЛГБТ описывается как «непостоянный» и как «ни одобрения, ни неодобрения, ни поощрения». Однако следует отметить, что существует значительное сопротивление со стороны властей, так как в последние годы были запрещены различные ЛГБТ-мероприятия.
В 2019 году в Нанкине в нотариальной конторе зарегистрировали свидетельство о взаимной опеке для членов однополого союза. Аналогичное свидетельство было выдано однополой паре в Пекине в 2021 году. Сообщается, что подобная форма регистрации отношений востребована среди однополых пар и оказывается нотариальными конторами в разных городах материкового Китая. Согласно опросу общественного мнения, опубликованному в ноябре 2021 года, свидетельства о взаимной опеке в качестве аналога регистрации отношений поддерживает 85 % опрошенных (в опросе приняли участие 5 миллионов человек).

## История и хронология гомосексуальности

### Древний Китай

#### Династия Шан
Самые ранние записи о гомосексуальных и однополых отношениях в Китае относятся к эпохе династии Шан (около XVI—XI веков. до нашей эры). Для обозначения гомосексуальности использовался термин «луань фэн». Однако никаких записей о лесбийских отношениях не существует. В это время к гомосексуальности относились преимущественно с безразличием и обычно открыто заявляли о подобного рода отношениях.

#### Династия Чжоу
Несколько историй о гомосексуальных отношениях во времена династии Чжоу (около 1046—256 гг. до н. э.) хорошо известны и по сей день. В одной из таких историй говорится о том, что герцог Сиань Цзинь (правил в 676—651 гг. до н. э.), который отправил красивого молодого человека во двор соперника, чтобы с его сексуальным обаянием повлиять на другого правителя и дать ему дурной совет. Более ярким примером могут служить отношения Микси Кся и герцога Линь из Вэй. То, что Микси Кся поделился особенно вкусным персиком со своим любовником, более поздние авторы называли «yútáo», или «оставшийся персик». Другим примером гомосексуальности на высшем уровне общества периода Сражающихся царств является история Короля Вэй Аньси и его любовника лорда Лонг Яна.
Гомосексуальность широко упоминалась в этот период в популярной литературе. Поэт Цюй Юань, как считается, выразил свою любовь к правящему монарху, королю Хуай из Чу, в нескольких своих произведениях, наиболее известные из которых «Лисао» и «Тоска по красоте».

### Имперский Китай

#### Династия Хань

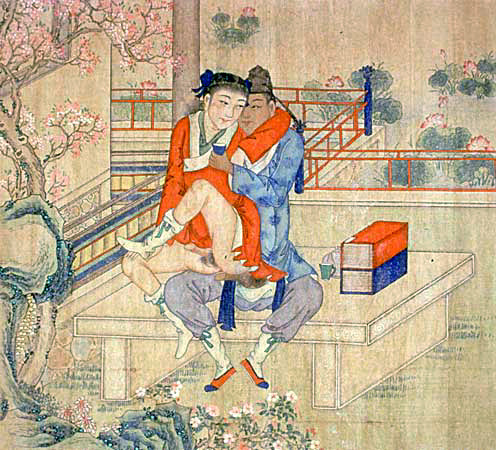
Два молодых китайца пьют чай, читают стихи и занимаются сексом. Восприимчивый партнер обычно имеет более светлый цвет кожи, чтобы отразить его «женственность»

Гомосексуальность и гомоэротизм были распространены и приняты во времена династии Хань (202 г. до н. э. — 220 г. н. э.). Император Ай-ди (Хань) является одним из самых известных китайских императоров, который вступал в однополые сексуальные отношения. Историки характеризуют отношения между императором Ай-ди и его любовником-мужчиной Дун Сянем как «страсть разрезанного рукава» после рассказа о том, что однажды днем после того, как они заснули на одной кровати, Император Ай-ди отрезал Дун Сяню рукав (в одежде, которую они делили), вместо того, чтобы беспокоить его, когда Императору нужно было встать с кровати. Дун Сянь был известен своей относительной простотой в отличие от сильно украшенного двора, и постепенно получал все более и более высокие посты в рамках отношений, в конечном итоге став верховным главнокомандующим вооруженными силами к моменту смерти императора Ай-ди.
Именно в этот период появилось одно из первых упоминаний о лесбийских отношениях. Историк династии Восточная Хань Ин Шао сделал наблюдения о том, что несколько женщин императорского дворца вступили в лесбийскую связь друг с другом, в отношениях под названием «дуйши» (термин, который в переводе с китайского можно интерпретировать как «взаимный куннилингус»), в которых двое вели себя как супружеская пара.

#### Династия Лю Сун
Письма эпохи династии Лю Сун (420—479 гг. н. э.) утверждают, что гомосексуальность была таким же распространенным явлением, как и гетеросексуальность. Сообщалось, что мужчины так часто вступали в гомосексуальные отношения, что незамужние женщины стали ревновать мужчин к мужчинам.

#### Династия Тан
В эпоху династии Тан (618—907 гг. н. э.) существовали традиции гомосексуальных однополых отношений, как правило, в буддийских храмах, между маленьким мальчиком и взрослым мужчиной. Лесбийские отношения также часто возникали в буддийских женских монастырях, поскольку многие буддийские монахини искали отношений друг с другом. В то же время даосские монахини, согласно записям, обменивались друг с другом любовными стихами.

#### Династия Сун
Самый ранний закон против гомосексуальной проституции в Китае относится к эпохе Чжэнхэ (1111—1118) императора Хуэй-цзун в династии Сун (960—1279), наказывая «nánchāng», молодых мужчин, которые занимаются проституцией, наказанием в виде 100 ударов тяжелым бамбуком и штрафом в 50 000 наличными. Другой текст династии Сун запрещает «bu nan» (китайский: 不男; дословно: «быть не мужчиной», переодевание). Однако подобные законы никогда не приводились в исполнение.

#### Династия Мин

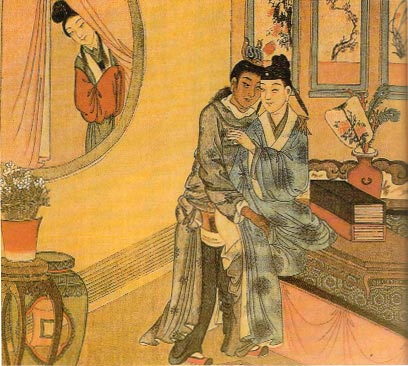
Женщина шпионит за двумя мужчинами-любовниками

Считается, что император Чжэнде из династии Мин (1368—1644) имел гомосексуальные отношения с мусульманским лидером из Хами по имени Сайид Хусайн. Помимо отношений с мужчинами, у императора Чжэнде было много отношений с женщинами. Он добивался дочерей многих своих чиновников. Считается, что у императора Тяньци было два частных дворца, один для его любовниц-женщин и один для любовников-мужчин. В эту эпоху лесбийские сексуальные практики стали соответствовать быстро растущей тенденции «сапфизма», которые создавались все во имя удовольствия. Это включало, но не ограничивалось актами фроттажа, куннилингуса и взаимной мастурбации.
Китайские гомосексуалы не испытывали преследований, сравнимых с теми, которые испытывали гомосексуалы в христианской Европе в Средние века, а в некоторых районах, особенно среди купеческого сословия, однополая любовь особенно ценилась. В конце династии Мин существовал стереотип, что провинция Фуцзянь была единственным местом, где гомосексуальность была заметна, но Се Чжаочжэ (1567—1624) писал, что «от Цзяннани и Чжэцзяна до Пекина и Шаньси, нет ни одного места, которое бы не знало об этом увлечении». Европейские миссионеры-иезуиты, такие как Маттео Риччи, обратили внимание на то, что они считали «противоестественными извращениями», сокрушаясь о том, что это проходило часто открыто и публично. Историк Тимоти Брук пишет, что отвращение к сексуальным нормам шло в обе стороны, поскольку «безбрачные иезуиты были богатой пищей для сексуальных спекуляций среди китайцев». Китайские писатели обычно высмеивали этих людей, настаивая на том, что единственная причина, по которой они осуждали гомосексуальность, заключалась в том, что они были вынуждены воздерживаться от сексуальных удовольствий, поскольку были под обетом безбрачия.
Первый закон, запрещающий однополые сексуальные отношения, был принят в эпоху Цзяцзин (1522—1567) в 1546 году. Несмотря на это, гомосексуальность по-прежнему широко признавалась и практиковалась, при условии, что мужчины производили на свет наследников и впоследствии женились на женщинах. Гомосексуальность даже считалась «роскошной» для среднего класса. Церемонии однополых браков были обычным явлением.

#### Династия Цин
К 1655 году суды начали использовать термин «цзи цзянь» (содомия) для обозначения гомосексуального анального полового акта. Общество стало подчеркивать строгое подчинение социальному порядку, который относился к отношениям между мужем и женой. В 1740 году был обнародован антигомосексуальный указ, определяющий добровольные гомосексуальные отношения между взрослыми людьми как незаконные. Хотя нет никаких записей о действенности этого указа, это был первый случай, когда гомосексуальность подверглась юридическому запрету в Китае. Наказание, включавшее месяц тюрьмы и 100 сильных ударов тяжелым бамбуком, было фактически самым легким наказанием, существовавшим в правовой системе Цин.

### Современный Китай

#### Китайская Республика
В 1912 году Синьхайская революция свергла династию Цин, и ее прямой запрет на содомию был отменен.
Гетеронормативность и нетерпимость к геям и лесбиянкам стали более распространенными благодаря усилиям по вестернизации ранней Китайской Республики.

#### Китайская Народная Республика
В эпоху Мао гомосексуальность была практически незаметна. Во время культурной революции (1966—1976 гг.) гомосексуалы считались «позорными» и «нежелательными» и подвергались жестоким преследованиям.
Все упоминания о гомосексуальности в уголовном законодательстве были удалены в 1997 году. Китайское психиатрическое общество перестало рассматривать гомосексуальность как психическое расстройство в 2001 году, но по-прежнему утверждает, что человек может быть конфликтным или страдать от психических проблем из-за своей сексуальности. Однако эти изменения еще не отражены в нормативных актах Национальной комиссии по здравоохранению и планированию семьи, правительственной структуры, контролирующей все правила предоставления медицинских услуг в Китае, что привело к тому, что психиатрические учреждения и учебники по психиатрии по всей стране по-прежнему де-факто считают гомосексуальность психическим расстройством и продолжают предлагать лечение конверсионной терапией.
Трансгендерность по-прежнему классифицируется как расстройство, несмотря на законы, разрешающие легальную смену пола.
В 2021 году суд в Цзянсу поддержал решение о том, что описание гомосексуальности как психического расстройства в университетском учебнике 2013 года издания было результатом «различий в восприятии», а не фактической ошибкой.
Согласно South China Morning Post, этот учебник используется в ряде китайских университетов.
В июле 2021 года ряд ЛГБТ-аккаунтов, которые вели студенты университетов в WeChat, были удалены, при этом в сообщениях говорилось, что эти аккаунты «нарушили правила управления аккаунтами, предлагающими услуги по информированию общественности в китайском интернете».

## Признание однополых отношений
Закон о браке Китайской Народной Республики, принятый на третьей сессии Всекитайского собрания народных представителей пятого созыва 10 сентября 1980 года, определяет брак как союз между мужчиной и женщиной.
5 января 2016 года суд города Чанша в южной провинции Хунань, согласился рассмотреть иск, поданный в декабре 2015 года против бюро гражданских дел района Фурон. Иск был подан 26-летним Сунь Вэньлинем, которому в июне 2015 года бюро отказало в разрешении на брак с его 36-летним партнером Ху Минляном. 13 апреля 2016 года, когда на улице собрались сотни сторонников однополых браков, суд Чанши вынес решение против Суня, который заявил, что подаст апелляцию. 17 мая 2016 года Сунь и Ху поженились на частной церемонии в Чанше, выразив намерение организовать еще 99 однополых свадеб по всей стране в целях нормализации однополых браков в Китае.
В октябре 2017 года Всекитайское собрание народных представителей внесло поправки в китайское законодательство, согласно которым «всем совершеннолетним дееспособным лицам предоставляется свобода назначать себе опекунов по взаимному согласию». Эта система, по-разному называемая «законной опекой» или «соглашением об опеке», позволяет однополым партнерам принимать важные решения о медицинском и личном уходе, смерти и похоронах, управлении имуществом и поддержании прав и интересов. В случае если один из партнеров теряет способность принимать важные решения (например, при психическом или физическом заболевании или несчастного случая), его или ее опекун может принимать решения за них в их интересах. Их правовые отношения также могут включать богатство и наследство или пенсию, в зависимости от того, какие дополнительные юридические документы решит подписать пара, например, завещание.
12 апреля 2021 года промежуточный народный суд Шэньяна в провинции Ляонин постановил, что 79-летняя женщина не может подать в суд на свою 50-летнюю партнершу, которую она обвинила в краже 294 000 юаней с ее банковского счета, поскольку их отношения не признаются в Китае браком.

### Пекин
Пекин в настоящее время предоставляет статус зависимого резидента однополым партнерам легальных резидентов, например, экспатов.

### Гонконг
В июне 2009 года правительство Гонконга распространило ограниченное признание и защиту на сожительствующие однополые пары в своем Постановлении о домашнем насилии.
В апреле и сентябре 2017 года суды Гонконга постановили, что однополые партнеры государственных служащих должны получать те же супружеские льготы, что и разнополые партнеры, и что однополые партнеры жителей Гонконга имеют право проживать на территории в качестве иждивенцев. Эти два решения были обжалованы правительством Гонконга. В июле 2018 года Окончательный апелляционный суд подтвердил сентябрьское решение, заявив, что однополые партнеры имеют право на получение виз иждивенцев и как таковые могут законно проживать в Гонконге. Аналогичным образом, 6 июня 2019 года Окончательный апелляционный суд подтвердил апрельское решение, после того как оно было первоначально отменено Апелляционным судом.
В июне 2018 года гонконгская лесбиянка, известная как «МК», подала иск против правительства Гонконга за отказ ей в праве заключить гражданское партнерство со своей партнершей, утверждая, что ее права на частную жизнь и равенство были нарушены, что является нарушением Основного закона Гонконга и Постановления о Билле о правах Гонконга. Высший суд рассмотрел дело на коротком 30-минутном предварительном слушании в августе 2018 года. Полное слушание состоялось 28 мая 2019 года, но суд прекратил дело в октябре 2019 года.
В ноябре 2018 года открытый гей-депутат Раймонд Чан Чи-чуен предложил проект по изучению гражданских союзов для однополых пар, но это предложение было отклонено 27 голосами против 24.
В январе 2019 года двое мужчин подали судебные иски против запрета Гонконга на однополые браки, утверждая, что отказ признавать и заключать однополые браки является нарушением Основного закона. Высший суд Гонконга дал разрешение на рассмотрение этих дел.

## Усыновление и воспитание детей
Правительство Китая требует, чтобы родители, усыновляющие детей из Китая, состояли в гетеросексуальном браке. Усыновление китайских детей иностранными однополыми парами и гомосексуалами запрещено китайскими властями.

## Защита от дискриминации
Статья 33 Конституции Китайской Народной Республики предусматривает равенство всех граждан перед законом. Здесь нет прямого упоминания о сексуальной ориентации или гендерной идентичности.
В трудовом законодательстве Китая нет антидискриминационного положения в отношении сексуальной ориентации или гендерной идентичности. Трудовое законодательство конкретно защищает работников от дискриминации по признаку этнической принадлежности, пола или религии.
В 2018 году гей-воспитатель детского сада из Циндао подал в суд на свое бывшее место работы после того, как его уволили за сообщение в социальных сетях о посещении ЛГБТ-мероприятия. Народный суд района Лаошань приговорил детский сад к выплате учителю компенсации в виде заработной платы за шесть месяцев. В декабре того же года детский сад подал апелляцию.
В ноябре 2018 года и марте 2019 года Китай принял несколько рекомендаций, касающихся прав ЛГБТ, в ходе Универсального периодического обзора. «Знаковые» рекомендации Аргентины, Чили, Франции, Ирландии, Мексики, Нидерландов и Швеции призывают Китай принять антидискриминационный закон, охватывающий сексуальную ориентацию, и принять меры по борьбе с насилием и социальному обеспечению. Впервые китайская делегация дала положительный ответ. В марте 2019 года в ООН стало известно, что Китай намерен принять антидискриминационный закон в отношении ЛГБТ в течение года. Активисты назвали эти рекомендации «важной вехой». Однако вскоре эта новость подверглась цензуре на всех китайских новостных и социальных медиа-платформах.

### Гонконг
Постановление о Билле о правах Гонконга 1991 года запрещает дискриминацию по целому ряду признаков, включая «другой статус». В деле Леунг Т. К. Уильям Рой против министра юстиции (2005) это было истолковано как включение сексуальной ориентации. Однако Билль о правах применяется только к дискриминации, контролируемой правительством, а не частным сектором.

### Макао
Статья 25 Основного закона Макао указывает, что жители Макао свободны от дискриминации на основании неисчерпывающего списка запрещенных факторов. Сексуальная ориентация не включена в указанный список запрещенных признаков дискриминации. Однако существует антидискриминационная защита на основе сексуальной ориентации в сфере трудовых отношений (статья 6/2 Закона № 7/2008), защиты персональных данных (статья 7/1,2 Закона № 8/2005), и омбудсмена (статья 31-A Закона № 4/2012).

## Права трансгендерных людей
В 2009 году правительство Китая запретило несовершеннолетним менять свой официально зарегистрированный пол, заявив, что операция по смене пола, доступная только лицам старше двадцати лет, необходима для подачи заявления на пересмотр их удостоверения личности и регистрации по месту жительства. Согласно The Economist, от тех, кто стремится к законной смене пола, также требуется быть холостым, гетеросексуальным (в отношении своей гендерной идентичности) и иметь разрешение от своей семьи. По состоянию на сентябрь 2019 года Китайская классификация психических расстройств по-прежнему классифицирует трансгендерную идентичность как психическое расстройство.
В 2014 году провинция Шаньси начала разрешать несовершеннолетним подавать заявление об изменении с дополнительной информацией в удостоверении личности их опекуна. Этот сдвиг в политике позволяет признавать послеоперационные браки гетеросексуальными и, следовательно, законными.
В 2020 году суд в Пекине заявил, что на трансгендерную женщину распространяется действие антидискриминационной защиты по признаку пола, и ее работодатель был обязан относиться к ней как к женщине, поскольку она юридически является женщиной.

## Свобода слова и цензура

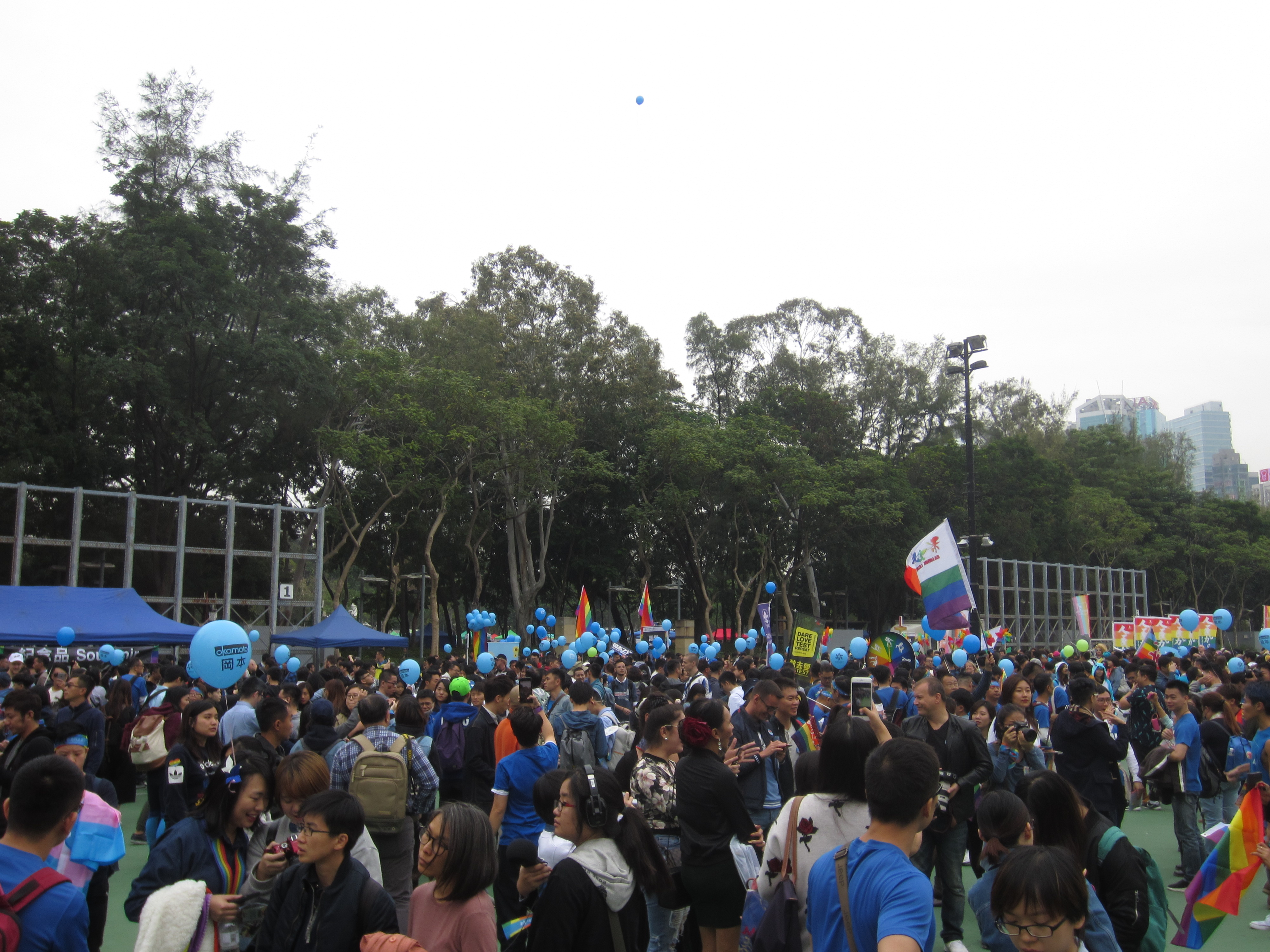
Гей-парад Гонконга проводится ежегодно с 2008 года.

В 2015 году режиссер Фан Попо подал в суд на государственных цензоров за изъятие его документального фильма о геях «Мама-радуга» с сайтов. Судебный процесс завершился в декабре 2015 года решением Пекинского промежуточного народного суда № 1 о том, что Государственное управление по делам печати, публикаций, радио, кино и телевидения не требовало от хостингов сайтов изъятия документального фильма. Несмотря на это решение, которое Фан считает победой, поскольку оно фактически ограничивает участие государства, «фильм по-прежнему недоступен для просмотра онлайн на китайских хостинговых сайтах».
31 декабря 2015 года Китайская ассоциация производителей телевизионной драмы опубликовала новые правила, в том числе запрет на показ ЛГБТ-отношений на телевидении. Правила гласили: "«Ни одна телевизионная драма не должна показывать ненормальные сексуальные отношения и поведение, такие как инцест, однополые отношения, сексуальные извращения, сексуальное нападение, сексуальное насилие и т. д.». Эти новые правила начали влиять на веб-драмы, которые исторически имели меньше ограничений:
Китайские веб-драмы обычно считаются более свободными от цензуры по сравнению с контентом на телевидении и в кинотеатрах. Они часто содержат больше сексуального, насильственного и другого контента, который, по мнению традиционных вещателей, попадает в зону запрета.
В феврале 2016 года популярный китайский гей-сериал Addicted (Heroin) был запрещен к онлайн-трансляции на 12 серии 15-эпизодного сезона. Вместо этого создатели сериала выложили оставшиеся эпизоды на YouTube.
В 2017 году в Сиане планировалось провести конференцию ЛГБТ-сообщества. Западные СМИ, используя блог организаторов в качестве источника, утверждали, что полиция задержала организаторов и угрожала им.
В апреле 2018 года Sina Weibo, одна из самых популярных социальных медиа-платформ в Китае, решила запретить все темы, связанные с ЛГБТ. Это быстро вызвало критику со стороны широкой общественности и Жэньминь жибао, официальной газеты Коммунистической партии Китая. Форма критики включала хэштег #IamGay, который был просмотрен более 240 миллионов раз. Через несколько дней Sina Weibo отменила свой запрет. Многие китайцы интерпретировали редакционную статью Жэньминь жибао как сигнал о том, что правительство может смягчить свое отношение к правам ЛГБТ. Однако всего месяц спустя государственные чиновники запретили кампанию, посвященную Международному дню борьбы с гомофобией в школьных кампусах. Сиодхбра Паркин, научный сотрудник Глобальной сети права общественных интересов, утверждает, что общественности не следует слишком интерпретировать решение газеты: «Это может быть сигналом, показывающим, что у правительства нет проблем с правами ЛГБТ как концепцией. Однако это не означает, что власти будут терпимо относиться к гражданской мобилизации и активизму. Я не думаю, что китайское правительство будет поддерживать группы гражданского общества в то же время, когда оно пытается подавить [все] остальные группы. Когда вы являетесь НПО ЛГБТ, вы все равно остаетесь НПО. И это всегда будет своего рода определяющим фактором для того, будет ли ЛГБТ-движение двигаться вперед».
В мае 2018 года Европейский вещательный союз заблокировал возможность Mango TV, одному из самых просматриваемых каналов Китая, транслировать финал песенного конкурса «Евровидение-2018» после того, как на канале было отредактировано выступление ирландского певца Райана О’Шонесси, в котором участвовали два танцора-мужчины, и Mango TV затемнил радужные флаги во время выступления Швейцарии.
За несколько дней до Международного дня борьбы с гомофобией в 2018 году две женщины, носившие радужные значки, подверглись нападению и избиению со стороны охранников в Пекине. Вскоре после этого охранная компания уволила трех охранников.
Конкурс красоты Mr Gay China в 2016 году прошел без инцидентов. В 2018 году организатор мероприятия пассивно отменил проведение конкурса, не отвечая на сообщения. Конкурс Mr Gay World 2019 был отменен после того, как связь начала ухудшаться в начале августа. Официального уведомления о цензуре выпущено не было, но некоторые статьи обвинили в отмене китайское правительство. В том же году женщина, написавшая роман на гей-тематику, была приговорена к 10 годам и 6 месяцам тюрьмы за «нарушение законов о непристойности».
На фоне растущей критики ужесточения цензуры в Китае при правлении китайского лидера Си Цзиньпина, Пекинский международный кинофестиваль вызвал бурное обсуждение в СМИ, когда в 2018 году государственные цензоры Китая запретили фестивалю показ фильма «Назови меня своим именем», получившего премию «Оскар», что привлекло внимание к правам ЛГБТ в Китае.
В 2021 году Ли Йинг (футболистка, 1993 года рождения) стала первой открытой спортсменкой-лесбиянкой, опубликовав на своем аккаунте Sina Weibo фотографию себя и партнерши. Этот пост вызвал бурную поддержку со стороны интернет-аудитории. Позже, в 2021 году, Сунь Вэньцзин, китайская профессиональная волейболистка, также объявила через социальные сети, что она лесбиянка, опубликовав свадебные фотографии себя и своей партнерши.

## Конверсионная терапия
В декабре 2014 года суд Пекина вынес решение в пользу Яна Тэна, гея, в деле против клиники конверсионной терапии. Суд вынес решение не в пользу клиники, поскольку лечение не оправдало обещаний, данных в рекламе клиники, и обязал клинику выплатить Яну денежную компенсацию, а также снять рекламу о лечении конверсионной терапией.
В июне 2016 года Ю Ху, гей из провинции Хэнань, подал в суд на больницу в городе Чжумадянь за то, что его заставили пройти курс конверсионной терапии. В июле 2017 года он получил публичные извинения и денежную компенсацию. Однако суд в своем решении не признал эту практику незаконной.
После этих двух успешных судебных решений ЛГБТ-группы стали призывать Министерство здравоохранения Китая запретить конверсионную терапию. Однако по состоянию на декабрь 2019 года правительство Китая не приняло никаких действенных мер по запрету конверсионной терапии, и такие методы лечения фактически активно пропагандируются по всему Китаю.

## Общественное мнение и демография
По некоторым оценкам 2010 года, от 80 % до 90 % китайских геев состоят в браке с женщинами. Такие женщины известны как «тонгги». В 2012 году профессор Сычуаньского университета покончила с собой, узнав, что ее муж — гей..
По данным опроса, проведенного в 2016 году Пекинским ЛГБТ-центром, только 5 % из тех, кто идентифицирует себя как ЛГБТ, сообщили о своей ориентации всем в своей жизни.
Опрос Фонда Варки, проведенный в сентябре-октябре 2016 года, показал, что 54 % 18-21-летних жителей поддерживают однополые браки в Китае.
Опросы общественного мнения показали растущий уровень поддержки прав ЛГБТ и однополых браков в Китае. Опрос 2009 года показал, что 30 % населения Пекина поддерживают однополые браки, а опрос 2014 года показал, что 74 % жителей Гонконга выступают за предоставление определенных прав и льгот однополым парам.
Опрос, проведенный в 2017 году Университетом Гонконга, показал, что 50,4 % жителей Гонконга поддерживают однополые браки, и почти 70 % поддерживают закон, защищающий ЛГБТ от дискриминации.

## Отчеты по правам человека

### Отчет Государственного департамента США за 2017 год
В 2017 году Государственный департамент США сообщил следующее, касающееся состояния прав ЛГБТ в Китае:
- интернет-свобода[92]:
  - ссылки на гомосексуальность и научно точные слова для обозначения гениталий также были запрещены. Писатели, освещающие темы лесбиянок, геев, бисексуалов, трансгендеров и интерсексуалов, гендерные вопросы и вопросы здоровья молодежи, выразили обеспокоенность тем, как действовать, чтобы не быть забаненными;
- акты насилия, дискриминация и другие злоупотребления на основе сексуальной ориентации и гендерной идентичности[92]:
  - ни один закон не криминализирует частные однополые отношения по обоюдному согласию между взрослыми людьми. Однако из-за дискриминации в обществе и давления, вынуждающего соответствовать ожиданиям семьи, большинство лесбиянок, геев, бисексуалов, трансгендеров и интерсексуалов воздерживаются от публичного обсуждения своей сексуальной ориентации или гендерной идентичности. Отдельные лица и организации, занимающиеся проблемами ЛГБТ, продолжали сообщать о дискриминации и преследованиях со стороны властей, аналогичных тем, с которыми сталкиваются другие организации, получающие финансирование из-за рубежа;
  - несмотря на сообщения о случаях домашнего насилия среди ЛГБТ-пар, нормативные акты о домашнем насилии и Закон о семейном насилии не включают однополые партнерства, что дает жертвам домашнего насилия из числа ЛГБТ меньше правовых возможностей, чем гетеросексуальным жертвам;
  - в июле суд провинции Хэнань постановил, что психиатрическая больница в городе Чжумадянь должна выплатить гею по имени Ву 5000 юаней (735 долларов) в качестве компенсации за то, что в 2015 году его против воли заставили пройти «конверсионную терапию». Сотрудники больницы заставляли Ву принимать лекарства и делать инъекции в течение 19 дней после того, как поставили ему диагноз «расстройство сексуальных предпочтений»;
  - НПО, занимающиеся вопросами ЛГБТ, сообщили, что, хотя работа по защите прав ЛГБТ стала для них более сложной в свете Закона об управлении иностранными НПО и Закона о благотворительности внутри страны, они добились определенного прогресса в отстаивании прав ЛГБТ с помощью конкретных антидискриминационных дел. В июле суд вынес решение в пользу трансгендера в его иске против бывшего работодателя за незаконное увольнение;
  - полиция Сианя задержала девять членов группы по защите прав геев Speak Out за несколько часов до начала конференции, которую она проводила.

## Суммарная таблица
| Законность гомосексуальных отношений                                       | (с 1997 года) |
| Равный возраст согласия                                                    | (с 1997 года) |
| Антидискриминационное законодательство в трудоустройстве                   |               |
| Антидискриминационное законодательство в сфере доступа к товарам и услугам |               |
| Антидискриминационное законодательство в других сферах                     |               |
| Гомосексуальные браки                                                      |               |
| Признание однополых союзов                                                 |               |
| Открытая служба геев и лесбиянок в вооружённых силах                       |               |
| Право на смену пола                                                        |               |
| Доступ к экстракорпоральному оплодотворению у лесбиянок                    |               |
| Право донорства у гомосексуалов                                            |               |